# Karlsøy
Karlsøy é uma comuna da Noruega, com 1 039 km² de área e 2 406 habitantes (censo de 2004).